# دیدار (فیلم ۱۹۵۱)
دیدار (انگلیسی: Deedar) یک فیلم در ژانر موزیکال و درام به کارگردانی نیتین بوس است که در سال ۱۹۵۱ منتشر شد. از بازیگران آن می‌توان به آشوک کومار، دیلیپ کومار، نرگس دات، و نیممی اشاره کرد.